# Johan Frederik ten Doesschate
Johan Frederik ten Doesschate (Zwolle, 21 november 1904 – Hooge en Lage Zwaluwe, 18 juli 1964) was een Nederlands bedrijfseconoom, hoogleraar aan de Nederlandsche Economische Hoogeschool te Rotterdam, en directielid van Koninklijke Hoogovens.
Professor Ten Doesschate is een van de grondleggers van de bedrijfseconomie in Nederland, die met name de menselijke factor in de bedrijfshuishouding benadrukte.

## Biografie
Ten Doesschate studeerde economie aan de Nederlandsche Economische Hoogeschool In Rotterdam, waar hij in 1927 zijn doctoraal examen deed. In 1930 promoveerde hij hier op het proefschrift Analyse van de vrachtprijsvorming in de wilde vaart.
Van 1939 tot 1946 was Ten Doesschate hoogleraar bedrijfshuishoudkunde aan de Nederlandsche Economische Hoogeschool. Zijn inaugurele rede was getiteld Over de doelmatigheid van het huidige distributie-apparaat. Op deze leerstoel trad hij in de voetsporen van J.G.Ch. Volmer, die drie jaar daarvoor in 1935 was teruggetreden. In 1944 volgde hij Prof. George Lodewijk Gonggrijp op als rector magnificus van de Nederlandse Economische Hoogeschool.
In 1946 ging Ten Doesschate met emeritaat en werd in juli van dat jaar mededirecteur van de Koninklijke Hoogovens in IJmuiden. Hij bleef lid van de directie tot 1962. Hij kwam in de plaats van Marius Holtrop, die was benoemd tot president van De Nederlandsche Bank. Als directielid richtte hij zich vooral op financieel-economische vraagstukken, en hij was stimulator van het Hoogovenschaaktoernooi.
Ten Doesschate was verder actief als voorzitter van de Nederlandse Organisatie voor de Internationale Kamer van Koophandel in 1951, bij het Nederlandsch Instituut voor efficiency en de Vereniging voor de Staathuishoudkunde, waarvoor hij enige publicaties schreef. Tevens was hij commissaris van de Handelsvereniging A.J. ten Doesschate N.V. te Zwolle, in welk familiebedrijf hij over het zogenoemde 'wipaandeel' beschikte.
Voor zijn verdienste was Ten Doesschate benoemd tot Ridder in de Orde van de Nederlandse Leeuw. Hij overleed op 18 juli 1964 aan een hartaandoening, terwijl hij aan het zeilen was op zee.

## Werk

### Analyse van de vrachtprijsvorming in de wilde vaart,1930
Met zijn proefschrift in 1930 was ten Doesschate de eerste, die zich specifiek richtte op de kosten en baten en de vrachttarieven in de wilde vaart. Hij benadrukte dat de analyse hiervan zich dient te onderscheiden van de analyse van de lijnvaart. Op de wilde vaart is het mogelijk om min of meer vaste vrachttarieven te berekenen op basis van kenmerken van het schip en de lading.
Ten Doesschate stelde verder dat men niet kan veronderstellen dat exploitatiekosten gelijk blijven bij opvolgende reizen. De kosten dienen bepaald te worden voor ieder afzonderlijke deel van de reis. Deze kosten worden sterk bepaald door de lengte van de reis, het aantal havens dat wordt aangedaan, de specifieke gebieden, waar wordt gevaren, en het soort lading. Bij de bepaling van de prijsstelling speelt volgens Ten Doesschate de vraag en de prijselasticiteit van de vraag een meer belangrijke rol dan het te vervoeren tonnage.

### Het object van de bedrijfshuishoudkunde
In zijn afscheidsrede aan de Nederlandse Economische Hoogeschool op 6 juni 1946, getiteld De grenzen der leiding pleitte Ten Doesschate voor het gebruik van het begrip bedrijfshuishoudkunde of bedrijfseconomie in plaats van bedrijfsleer. Hij sprak:
Allereerst enige beschouwingen over het object der bedrijfshuishoudkunde. Ten onrechte wordt ons onderdeel van de economische wetenschap nog door vele bedrijfsleer genoemd. Wanneer de huidige voorraad aan examenenveloppen, waarop deze laatste term nog steeds voorkomt, zal zijn uitgeput, zal wellicht ook in onze docentenkringen de gewoonte veld winnen om over bedrijfshuishoudkunde of bedrijfseconomie te spreken. Een bedrijfsleer kan van alles omvatten, van techniek tot chemie der bedrijven, van boekhouding tot contractclausules, maar alleen de term bedrijfshuishoudkunde of wat hetzelfde is, bedrijfseconomie, geeft in een woord precies aan, waar het om gaat, nl. gelijktijdig het object en het wetenschappelijk specifiek gezichtspunt, van waaruit het object bestudeerd wordt.
Het vakgebied hieromtrent, wat wij tegenwoordig kennen als bedrijfseconomie, was in de eerste helft van de 20ste eeuw afwisselend aangeduid als bedrijfsleer of bedrijfshuishoudkunde. Zo was Théodore Limperg in 1922 aangesteld als hoogleraar bedrijfshuishoudkunde in Amsterdam, terwijl op hetzelfde vakgebied Jan Goudriaan aangesteld was als hoogleraar bedrijfsleer in Rotterdam. In de tweede helft van de 20ste eeuw zijn nog verschillende hoogleraren bedrijfshuishoudkunde aangesteld, waaronder Jacobus Franciscus Haccoû, Anton Dreesmann, Johannes Lützen Bouma en Jan Bulte.
Het object van de bedrijfshuishoudkunde, aldus Ten Doesschate, dient te zijn het bedrijf, ofwel "de productiecel der maatschappij, waarin arbeid en kapitaal technisch samengaan om goederen en diensten voort te brengen." Dit uitgangspunt werd echter in die tijd door weinigen ervaart. De literatuur in die tijd, volgens Ten Doesschate:
... maken zich niet los van de vraag, welke ideologie of maatschappij-organisatie het raderwerk der bedrijven in beweging zet en beperken zich tot typisch kapitalistische productie, die zich ter dezer zake manifesteert in de onderneming, deze laatste dan gezien als een afzondering van kapitaal met het doel dit kapitaal ten behoeve van de eigenaren zoo rendabel mogelijk te exploiteren.
Volgens Ten Doeschate ontbreekt in deze economische kijk de ruimte en "de geestelijke sfeer van den man, die zich naast individu ook een deel eener gemeeschap voelt."

### Aansluiting van MTS onderwijs bij het bedrijfsleven
Als Hoogoven-directeur was Ten Doesschate betrokken bij de sociale problemen in het onderwijs en op de arbeidsmarkt. Een centraal probleem was de motivatie van de jongere generatie. De Nederlandse Maatschappij voor Nijverheid en Handel in 1952 formuleerde dit probleem in die tijd als volgt:
Hoe konden aan de jongere generatie, die door de problemen waarvoor de "hedendaagse samenleving" gesteld werd, geen perspectief meer zag, betere vooruitzichten worden geboden? Hoe kon men de jeugd die zich afvroeg of het nog wel zin had zich in te spannen in de samenleving weer enthusiast maken in het bijzonder voor een functie in de industrie?
Volgens Ten Doesschate moest de oplossing van dit probleem gezocht worden in een zo groot mogelijke aansluiting tussen het technisch onderwijs en de omstandigheden in de industrie.

### Hoogovenschaaktoernooi
Als Hoogoven-directeur was ten Doesschate als een van haar oprichters betrokken bij het Hoogovenschaaktoernooi, tegenwoordig Tata Steel-toernooi. Tot de laatste jaren van zijn carrière was hij bij de openingsplechtigheid aanwezig in Beverwijk.

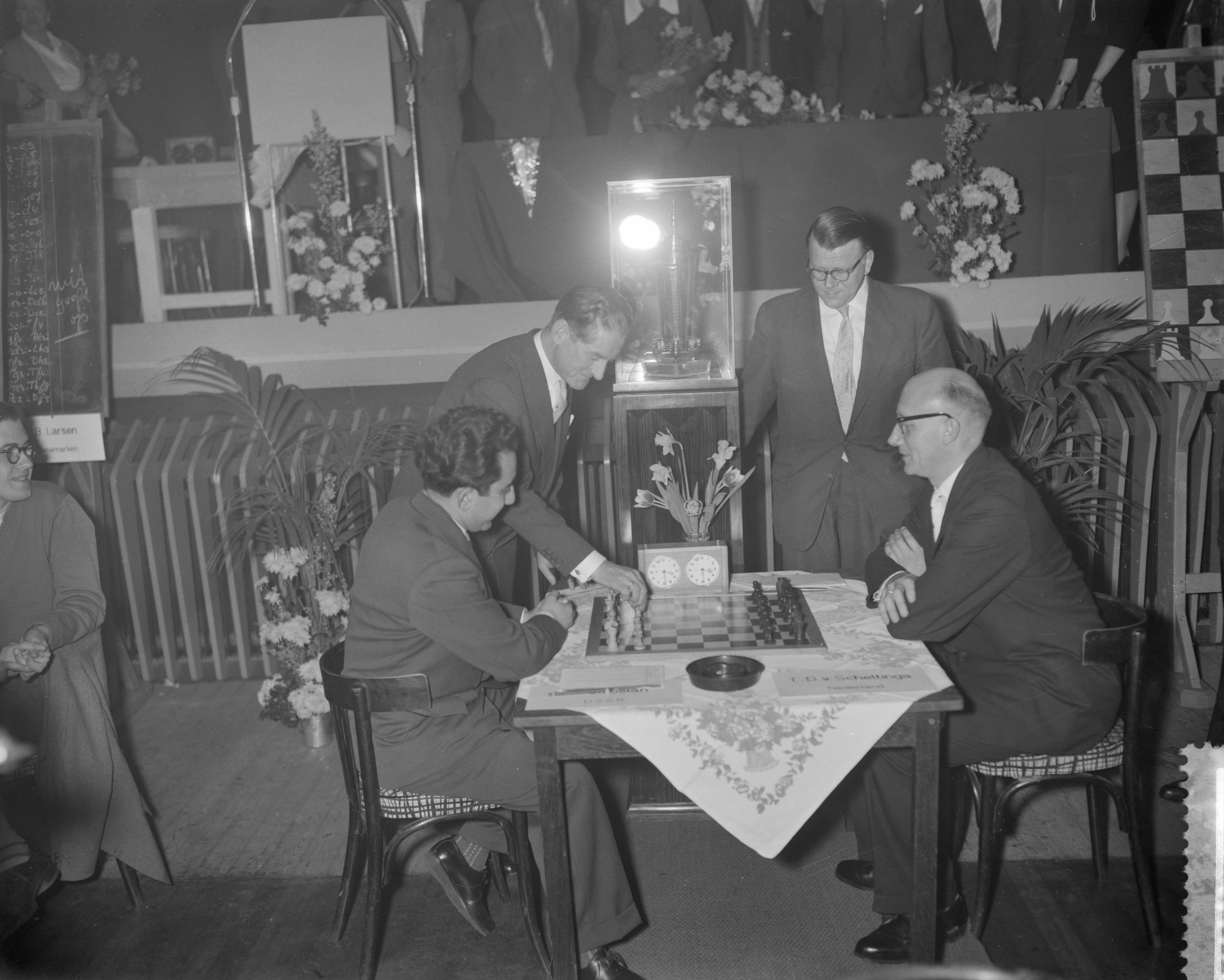
Begin 22ste Hoogovenschaaktoernooi te Beverwijk, 1960
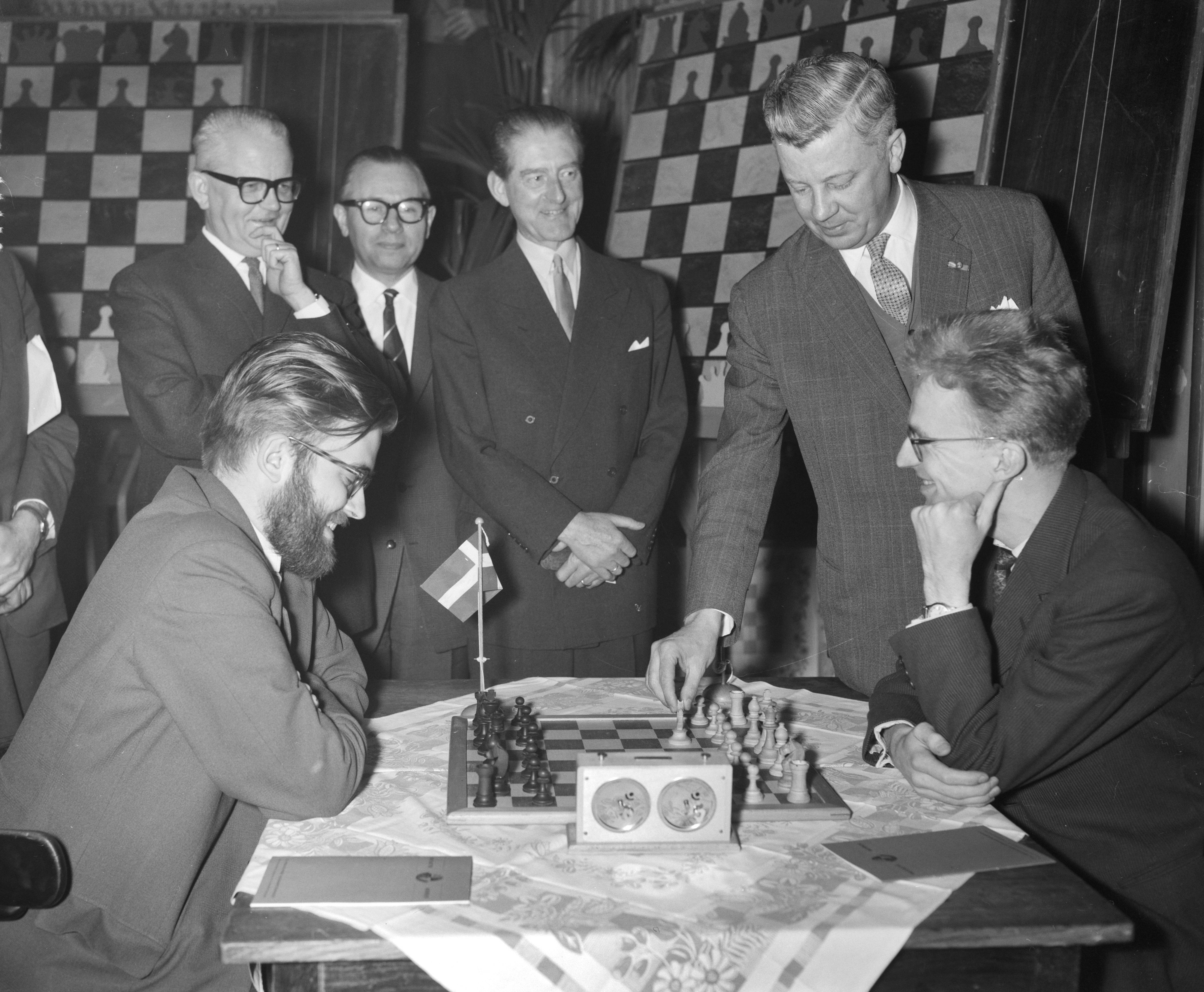
Begin 23e Hoogovenschaaktoernooi te Beverwijk, 1961

In 1968 verhuisde het toernooi weer terug van Beverwijk naar Wijk aan Zee, waar het in 1938 ook was begonnen.

## Trivia
In Heemskerk is er een straat naam hem vernoemd, de Professor Ten Doesschatestraat.

## Publicaties
- 1930. Analyse van de vrachtprijsvorming in de wilde vaart. Amsterdam : Van Mantgem & De Does.
- 1936. Collectieve bedrijfsstatistieken voor den groothandel. Purmerend : J. Muusses.
- 1939. Over de doelmatigheid van het huidige distributie-apparaat. Rotterdam : Nijgh & Van Ditmar.
- 1950. Vijf en twintig jaren Maandblad voor accountancy en bedrijfshuishoudkunde: jubileumbundel... Redactie.
- 1950. Het vraagstuk der kapitaalschaarste in Nederland, meer in het bijzonder de schaarste aan risicodragend kapitaal. Met E. Tekenbroek en H.J. Witteveen. 's-Gravenhage : Nijhoff.
- 1952. De functie van de ondernemer in het huidige tijdsbestek. Met J.F. Haccoû en A.C.J. Rottier. Leiden : Stenfert Kroese.
- 1959. Enige economische en sociale aspecten van de automatisering voor bedrijf en maatschappij.

- International Standard Name Identifier: 0000 0003 9014 494X
- Nederlandse Thesaurus van Auteursnamen: 069380295
- Virtual International Authority File: 283662480
- WorldCat: E39PBJjhGR4jV6MXqThMdTVpyd